# Ninoslav Milenković
Ninoslav Milenković (* 31. Dezember 1977 in Subotica, SFR Jugoslawien, heute Serbien) ist ein ehemaliger bosnisch-herzegowinischer Fußballspieler.
Er bestritt 14 Spiele für die Bosnisch-herzegowinische Fußballnationalmannschaft und spielte unter anderem für Dynamo Dresden.